# Catocala cleopatra
Catocala cleopatra hoặc Catocala faustina allusa là một loài bướm đêm thuộc họ Erebidae. Loài này có ở British Columbia phía nam đến California.
Sải cánh dài khoảng 65 mm. Con trưởng thành bay từ tháng 6 đến tháng 9. Có thể có một lứa một năm.
Ấu trùng ăn các loài Gleditsia triacanthos, Malus, bao gồm các loài Malus pumila, Prunus, bao gồm Prunus americana và Prunus ilicifolia và Ulmus.